# Бандейра (гора)
Бандейра або Піку-да-Бандейра (порт. Pico da Bandeira — «Прапорова гора») — третя за висотою гора Бразилії. Має висоту 2892 м та розташована на межі штатів Мінас-Жерайс і Еспіріту-Санту біля міста Капарао (Мінас-Жерайс). Досить легкодоступна, існують кілька легких маршрутів сходження.